# Vassilis Lakis
Vassilis Lakis (Βασίλης Λάκης en griego), (10 de septiembre de 1975 en Salónica, Grecia), es un exfutbolista griego, su último equipo fue el AO Kavala, se desempeñaba como extremo y como carrilero.

## Selección nacional
Ha sido internacional con la Selección de fútbol de Grecia, ha jugado 35 partidos internacionales y ha anotado 3 goles.

### Participaciones Internacionales
| Torneo                    | Sede     | Resultado    |
| ------------------------- | -------- | ------------ |
| Eurocopa 2004             | Portugal | Campeón      |
| Copa Confederaciones 2005 | Alemania | Primera fase |

## Trayectoria
| Club              | País       | Año         | Partidos | Goles |
| Paniliakos FC     | Grecia     | 1996 - 1998 | 69       | 7     |
| AEK Atenas FC     | Grecia     | 1998 - 2004 | 145      | 37    |
| Crystal Palace FC | Inglaterra | 2004 - 2005 | 10       | 0     |
| AEK Atenas FC     | Grecia     | 2005 - 2007 | 49       | 6     |
| PAOK Salónica FC  | Grecia     | 2007 - 2009 | 41       | 3     |
| AO Kavala         | Grecia     | 2009 - 2010 | 16       | 0     |

## Palmarés
AEK Atenas
- Copa de Grecia: 2000, 2002

Selección de fútbol de Grecia
- Eurocopa 2004